# Agassiz (cràter marcià)
Agassiz és un cràter d'impacte de grans proporcions del planeta Mart situat a 69° 52′ 48″ S, 271° 6′ 36″ E L'impacte va causar una obertura de 117.7 quilòmetre de diàmetre en la superfície del quadrangle MC-30 del planeta. El nom va ser aprovat el 1973 per la Unió Astronòmica Internacional en honor del naturalista, paleontòleg i geòleg suís Louis Agassiz (1807-1873).